# Rāvanj
Rāvanj (persiska: راونج) är en ort i Iran.   Den ligger i provinsen Markazi, i den centrala delen av landet, 180 km söder om huvudstaden Teheran. Rāvanj ligger 1 908 meter över havet och antalet invånare är 562.
Terrängen runt Rāvanj är huvudsakligen kuperad, men åt sydost är den bergig. Runt Rāvanj är det ganska glesbefolkat, med 31 invånare per kvadratkilometer. Närmaste större samhälle är Do Dehak, 12,8 km väster om Rāvanj. Trakten runt Rāvanj består i huvudsak av gräsmarker.